# Celestus montanus
Espèce
Synonymes
- Diploglossus montanus Schmidt, 1933

Statut de conservation UICN

 EN B1ab(iii) : En danger
Celestus montanus est une espèce de sauriens de la famille des Diploglossidae.

## Répartition
Cette espèce est endémique du Honduras. Elle se rencontre entre 915 et 1 370 m d'altitude dans la Sierra del Merendón.

## Étymologie
Le nom spécifique montanus vient du latin montanus, se rapportant aux montagnes, en référence à la répartition de ce saurien.

## Publication originale
- Schmidt, 1933 : New reptiles and amphibians from Honduras. Zoological Series of Field Museum of Natural History, vol. 20, p. 15-22 (texte intégral).